# César Suárez
César Byron Suárez Pilay (22 de maio de 1985 - 17 de janeiro de 2024) foi um promotor e advogado equatoriano. Era conhecido por investigar vários casos criminais de grande repercussão, incluindo o caso de corrupção em hospitais públicos equatorianos e o caso da tomada do canal TC Televisión durante o conflito equatoriano de 2024.

## Juventude e educação
Suárez nasceu em 22 de maio de 1985, no cantão de Paján, província de Manabí, Equador. Ele completou cinco cursos acadêmicos, incluindo mestrado em Direito Processual, Direito Constitucional, Direito Penal Econômico, Criminalística e Diplomacia.

## Carreira
Suárez iniciou sua carreira na província de Manabí, obtendo condenações em casos de homicídio, sicariato e feminicídio. Na cidade de Manta, foi responsável por processos contra quadrilhas de narcotráfico, casos delegados pela Procuradoria Geral do Estado, nos quais processou policiais, advogados, funcionários públicos e empresários.
Em novembro de 2018, Suárez passou a fazer parte da Procuradoria de Guayas e, a partir de junho de 2019, atuou como procurador da Administração Pública. Em 2019, fez parte da investigação por tráfico de influência contra o membro e ex-presidente do Conselho de Participação Cidadã e Controle Social, padre José Carlos Tuárez Zambrano.
Durante 2020, Suárez realizou investigações contra gestores, ex-funcionários e gerentes de compras, entre outros funcionários públicos e privados, por irregularidades e corrupção, em crimes de peculato e organização criminosa no sistema hospitalar dos centros de saúde do Hospital Abel Gilbert, do Hospital Los Ceibos e do Hospital Especializado Teodoro Maldonado Carbo. Nestes casos, o ex-chefe de compras públicas e gerente do Hospital Luis Jairala Zambrano, Jorge Henriques, esteve envolvido em compras milionárias de medicamentos superfaturados, para os quais foi solicitado alerta vermelho da Interpol para saber seu paradeiro, e os irmãos Noe e Daniel Salcedo Bonilla, que formaram uma rede de comercialização ilegal de medicamentos doados à previdência social e ao Hospital del Guasmo, durante a pandemia de COVID-19. Em junho de 2020, participou numa investigação sobre um alegado tráfico de bens patrimoniais contra o ex-presidente Abdalá Bucaram e o seu filho Jacobo.
Suárez também investigou o caso da morte do ator Efraín Ruales em 2021. No mesmo ano, participou nas investigações do caso de fraude nos fundos do Instituto de Segurança Social da Polícia Nacional (ISSPOL), para o qual solicitou a imobilização de cerca de duzentos e setenta milhões de dólares em papéis do Isspol no Banco Central e Decevale. Participou da condenação por terrorismo de oito indivíduos que realizaram ataques a postos de gasolina, residências e Unidades de Polícia Comunitária, em novembro de 2022, na cidade de Durán. Em 2024, foi responsável pelo caso do ataque armado de criminosos encapuzados durante uma transmissão ao vivo do canal TC Televisión, onde interrogou os 13 réus.

## Assassinato
Suárez foi assassinado por pistoleiros no setor Los Ceibos, em Guayaquil, em 17 de janeiro de 2024, com 20 tiros.  Isso ocorreu quando o promotor se deslocava de sua casa à Unidade Judiciária do Centro Comercial Albán Borja, para uma audiência por tráfico de drogas. Na véspera, ele disse ao jornal El Universo que não designou guarda-costas para proteger sua vida. No entanto, o Ministério Público assegurou à Ecuavisa que o procurador possuía proteção, embora não tenha fornecido detalhes sobre isso.
Em 18 de janeiro, dois suspeitos foram presos em conexão com o assassinato de Suárez. A afirmação foi confirmada pela Polícia Nacional do Equador.